# Всемирная организация здравоохранения

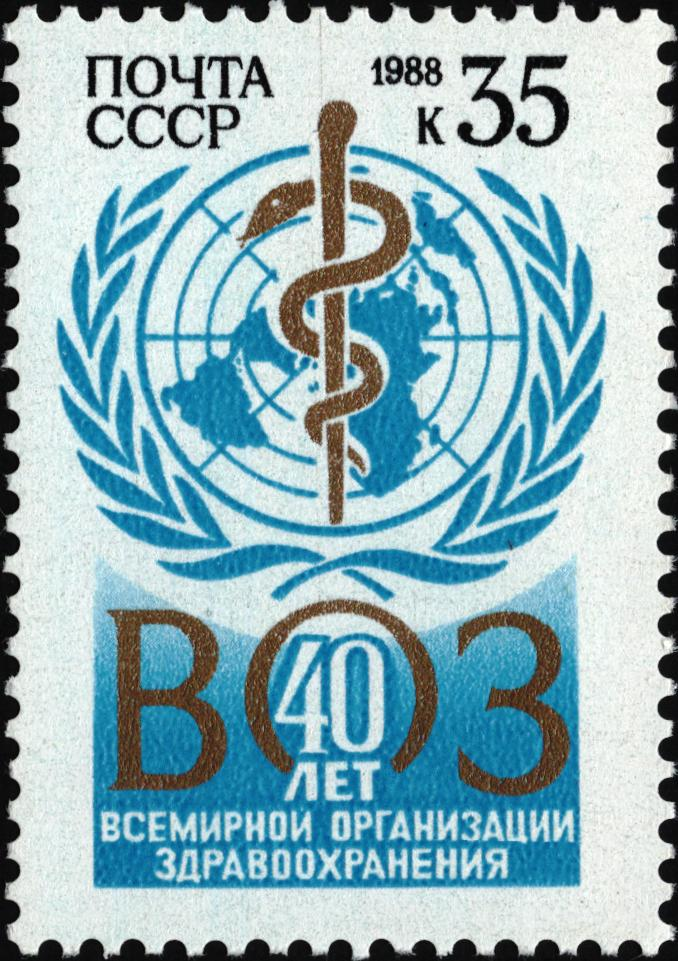
Почтовая марка СССР, 1988 год: 40 лет ВОЗ

Всеми́рная организа́ция здравоохране́ния (акрон. ВОЗ, англ. World Health Organization WHO) — специализированное учреждение, самостоятельная международная организация, связанная с Организацией Объединённых Наций специальным соглашением о сотрудничестве, состоящая из 194-х государств-членов, основная функция которой состоит в решении международных проблем здравоохранения населения Земли.
Всемирная организация здравоохранения была основана в 1948 году с главной конторой (офисом) в Женеве (Швейцария). В специализированную группу ООН, кроме ВОЗ, входят ЮНЕСКО (организация ООН по вопросам образования, науки и культуры), Международная организация труда, ЮНИСЕФ (Фонд помощи детям) и другие.
Государство — член ООН становится членом ВОЗ, приняв устав. Государство — не член ООН принимается в члены ВОЗ простым большинством голосов Генеральной ассамблеи. Территории, не правомочные выступать субъектами международных отношений, могут быть приняты в ВОЗ в качестве ассоциативных членов на основании заявлений, сделанных от их имени членом ВОЗ или другим полномочным органом, ответственным за международные отношения этих территорий.

## Предыстория создания ВОЗ
Первым органом, занимавшимся межнациональным сотрудничеством в этом вопросе, был Константинопольский высший совет здравоохранения, образованный в 1839 году. Его основными задачами были контроль за иностранными судами в портах Османской империи и противоэпидемические мероприятия по предупреждению распространения чумы и холеры. Позднее подобные советы были созданы в Марокко (1840 год) и Египте (1846 год). В 1851 году в Париже прошла I Международная санитарная конференция (всего их было 14), в которой участвовали 12 государств, в том числе и Российская империя. Итогом работы этого форума предполагалось принятие Международной санитарной конвенции, которая определила порядок морского карантина в Средиземном море. Однако достигнуть этого результата удалось только в 1892 году в отношении холеры, а в 1897 — в отношении чумы.
В начале XX века были основаны ещё две межправительственные организации здравоохранения: в 1902 году Панамериканская организация здравоохранения (PAHO) (штаб-квартира в Вашингтоне, США), в 1907 году — Международное бюро общественной гигиены (OIHP) Организации здравоохранения Лиги Наций (штаб-квартира в Париже, Франция). Главными их функциями были распространение информации об общих вопросах медицины (особенно об инфекционных заболеваниях) и разработка международного санитарного законодательства. После Первой мировой войны в 1923 году[уточнить] стала функционировать Организация здравоохранения Лиги Наций (Женева, Швейцария), а по окончании Второй мировой войны в июле 1946 года в Нью-Йорке в соответствии с решением Международной конференции по здравоохранению было решено создать ВОЗ. Устав ВОЗ был ратифицирован 7 апреля 1948 года, с тех пор этот день 7 апреля отмечается как «Всемирный день здоровья».

## История ВОЗ
Приводится согласно официальному сайту:
- 1948 год: ВОЗ взяла на себя ответственность за Международную классификацию болезней (МКБ).
- 1952—1964 год: ВОЗ осуществляла Глобальную программу ликвидации тропической гранулёмы.
- 1974 год: ВОЗ в течение 30 лет вела Программу ликвидации онхоцеркоза.
- 1974 год: Всемирная ассамблея здравоохранения принимает резолюцию о разработке Расширенной программы иммунизации для обеспечения доступа к основным вакцинам для детей.
- 1975 год: Всемирная ассамблея здравоохранения приняла концепции «основные лекарственные средства» и «национальная политика в области лекарственных средств». Через два года начали появляться Перечни основных лекарственных средств.
- 1967—1979 год: 12 лет ВОЗ полностью координировало кампанию по искоренению оспы. Полное искоренение оспы во всём мире — самое серьёзное достижение ВОЗ.
- 1978 год: Международная конференция по первичной медико-санитарной помощи определяет историческую цель «Здоровье для всех».
- 1988 год: Начало реализации Глобальной инициативы по ликвидации полиомиелита.
- 1990 год: Гомосексуализм исключается из списка психических заболеваний[8]
- 2003 год: Принимается — Рамочная конвенция ВОЗ по борьбе против табака.
- 2004 год: Принимается Глобальная стратегия в области рациона и режима питания, физической активности и здоровья.
- 2005 год: Всемирная ассамблея здравоохранения пересматривает Международные медико-санитарные правила.

## Структура ВОЗ
- Всемирная ассамблея здравоохранения
- Исполнительный комитет
- Секретариат

## Штаб-квартира ВОЗ
Штаб-квартира ВОЗ находится в Женеве, Швейцария.
Структура штаб-квартиры:
- Генеральный директор
- Заместитель Генерального директора
- Канцелярия Генерального директора (ODG)

Департаменты
- Здоровья семьи, женщин и детей (FWC)
- Системы здравоохранения и инновации (HIS)
- Общего руководства (GMG)
- Безопасности в области здравоохранения и окружающей среды (HSE)
- ВИЧ/СПИДа, туберкулёза, малярии и забытых тропических болезней (HTM)
- Неинфекционных заболеваний и психического здоровья (NMH)
- Полиомиелита, чрезвычайных ситуаций и сотрудничества со странами (РЕС)

## Руководство ВОЗ

### Генеральный директор ВОЗ
В соответствии с Уставом ВОЗ Генеральный директор назначается на сессии Всемирной ассамблеи здравоохранения по представлению Исполнительного комитета. Государства-члены ВОЗ направляют свои предложения с кандидатами по установленной форме в Исполнительный комитет. Исполнительный комитет осуществляет первоначальное рассмотрение предложений по кандидатурам, составляет краткий список кандидатов, проводит с ними собеседование, осуществляет оценку физического состояния кандидата. Создана рабочая группа государств-членов по процессу и методам выборов Генерального директора Всемирной организации здравоохранения.

### Генеральные директора ВОЗ
- 1948—1953 Доктор Брок Чисхольм (Канада)
- 1953—1973 Доктор Марколино Гомес Кандау (Бразилия)
- 1973—1988 Доктор Хальфдан Малер (Дания)
- 1988—1998 Доктор Хироси Накадзима (Япония)
- 1998—2003 Доктор Гру Харлем Брунтланн (Норвегия)
- 2003—2006 Доктор Ли Чон Ук (Республика Корея)
- 2006—2007 Доктор Андерс Нордстрём[англ.] (Швеция) (исполняющий обязанности)
- 2007—2017 Доктор Маргарет Чан (КНР)
- с 2017 Доктор Тедрос Адханом Гебрейесус[12] (Эфиопия)

## Задачи ВОЗ
- предоставление международных рекомендаций в области здравоохранения
- установление стандартов здравоохранения
- сотрудничество с правительствами стран в области усиления национальных программ здравоохранения
- разработка и передача соответствующих технологий, информации и стандартов здравоохранения.

## Сферы деятельности ВОЗ
- Укрепление и совершенствование национальных служб здравоохранения;
- Предупреждение неинфекционных и инфекционных заболеваний и борьба с ними;
- Охрана и оздоровление окружающей среды;
- Охрана здоровья матери и ребёнка;
- Подготовка медицинских кадров;
- Развитие медико-биологических исследований;
- Санитарная статистика.

## Региональные бюро ВОЗ

Регионы и региональные бюро ВОЗ:
Юго-Восточной Азии (Азиатское) — в Дели (Индия)
Западной части Тихого океана (Тихоокеанское) — в Маниле (Филиппины)
Восточно-Средиземноморское (Средиземноморское) — в Каире (Египет)
Европейское — в Копенгагене (Дания)
Американское — в Вашингтоне (США)
стран Африки южнее Сахары (Африканское) — в Браззавиле (Конго)

В соответствии со статьёй 44 Устава ВОЗ в период с 1949 по 1952 год открыты региональные бюро ВОЗ:
- Европейское региональное бюро ВОЗ — в Копенгагене (Дания),
- Региональное бюро ВОЗ для стран Америки, или Панамериканская организация здравоохранения[англ.], — в Вашингтоне (США),
- Региональное бюро ВОЗ для стран Восточного Средиземноморья — в Каире (Египет),
- Региональное бюро ВОЗ для стран Юго-Восточной Азии — в Дели (Индия),
- Региональное бюро ВОЗ для стран Западной части Тихого океана — в Маниле (Филиппины),
- Региональное бюро ВОЗ для стран Африки — в Браззавиле (Конго).

Это позволило Всемирной ассамблее здравоохранения (ВАЗ) реализовать принцип: «Одно бюро — один регион». Большинство решений принимается на региональном уровне, в том числе, обсуждение бюджета ВОЗ и принятие решений членами собрания конкретного регионального бюро.
В каждом бюро есть региональный комитет, который собирается один раз в год, обычно осенью. В работе заседания регионального бюро ВОЗ принимают участие представители от каждой страны члена или ассоциированного члена, в том числе и представители тех государств, которые признаются не в полной мере. Например, представитель Палестины участвует в заседаниях регионального бюро Восточного Средиземноморья. Каждый регион представлен региональным бюро. Региональное бюро возглавляет региональный директор, который избирается региональным комитетом. В обязанности бюро входит утверждение решений, хотя с 2004 года, не было случаев отмены решений регионального комитета. Процесс избрания региональных директоров был предметом дискуссий, не приносящих практической пользы. С 1999 года региональные директора избираются на пятилетний срок.
Региональный директор является главой ВОЗ для своего региона. Региональный директор управляет и/или контролирует работников здравоохранения и других специалистов в региональных отделениях и в специализированных центрах. Наряду с Генеральным директором ВОЗ и руководителями региональных бюро ВОЗ, известных как представители ВОЗ в регионе, региональный директор также обладает функциями прямого надзорного органа в регионе.

## Другие бюро ВОЗ
- Международное агентство по исследованию рака — в Лионе (Франция).
- Центр ВОЗ по развитию здравоохранения — в Кобе (Япония).
- Бюро ВОЗ в Лионе — в Лионе (Франция).
- Средиземноморский центр ВОЗ по снижению рисков для здоровья — в Тунисе (Тунис).
- Бюро ВОЗ в Европейском союзе — в Брюсселе (Бельгия).
- Европейский офис ВОЗ по профилактике неинфекционных заболеваний и борьбе с ними (Офис по НИЗ) — в Москве (Россия).
- Бюро ВОЗ при ООН — в Нью-Йорке (США).
- Бюро ВОЗ при Всемирном банке и Международном валютном фонде — в Вашингтоне (США).

## Работа ВОЗ
Работа ВОЗ организована в виде Всемирных Ассамблей здравоохранения, на которых ежегодно представители государств-членов обсуждают важнейшие вопросы охраны здоровья. Между Ассамблеями основную функциональную роль несёт Исполнительный комитет, включающий представителей 30 государств (среди них — 5 постоянных членов: США, Россия, Великобритания, Франция и Китай). Для обсуждения и консультаций ВОЗ привлекает многочисленных известных специалистов, которые готовят технические, научные и информационные материалы, организуют заседания экспертных советов. Широко представлена издательская деятельность ВОЗ, включающая отчёты Генерального директора о деятельности, статистические материалы, документы комитетов и совещаний, в том числе отчёты Ассамблеи, исполнительных комитетов, сборники резолюций и решений и т. д. Кроме того, выпускаются журналы ВОЗ: «Бюллетень ВОЗ», «Хроника ВОЗ», «Международный форум здравоохранения», «Здоровье мира», «Ежегодник мировой санитарной статистики», серия монографий и технических докладов. Официальными языками являются английский и французский, рабочими (кроме указанных) — русский, испанский, арабский, китайский, немецкий.
Деятельность ВОЗ осуществляется в соответствии с общими программами на 5—7 лет, планирование ведётся на 2 года. В настоящее время приоритетными направлениями являются:
- Развитие систем здравоохранения в странах в соответствии с резолюцией об основных принципах национального здравоохранения (1970), в которой чётко обозначены ответственность государства, средства профилактики, участие населения, использование достижений науки и т. д.;
- Подготовка и усовершенствование кадров здравоохранения;
- Развитие первичной медико-санитарной помощи в соответствии с Алма-Атинской декларацией ВОЗ-ЮНИСЕФ (1978);
- Охрана и укрепление здоровья различных групп населения;
- Охрана окружающей среды;
- Борьба с инфекционными и паразитарными болезнями, иммунизация и вакцинация против основных эпидемических заболеваний;
- Охрана и укрепление психического здоровья;
- Обеспечение здоровья матери и ребёнка;
- Информирование по проблемам охраны здоровья;
- Расширенная программа научных медицинских исследований;
- Актуальные направления консультативной и технической помощи странам-членам.

ВОЗ удаётся решать многие важные вопросы. По инициативе ВОЗ и при активной поддержке национальных систем здравоохранения (в том числе и СССР) была проведена кампания по ликвидации оспы в мире (последний случай зарегистрирован в 1981 г.); ощутимой является кампания по борьбе с малярией, распространённость которой сократилась почти в 2 раза, программа иммунизации против 6 инфекционных заболеваний, организация выявления и борьба с ВИЧ, создание справочно-информационных центров во многих государствах, формирование служб первичной медико-санитарной помощи, медицинских школ, учебных курсов и т. д. Основная роль ВОЗ в достижении поставленных целей — консультативная, экспертная и техническая помощь странам, а также предоставление необходимой информации, чтобы научить страны помогать самим себе в решении ключевых проблем охраны здоровья. На сегодня ВОЗ определила наиболее важные направления деятельности национальных систем здравоохранения как: ВИЧ/СПИД, туберкулёз, малярия, содействие безопасной беременности — здоровье матери и ребёнка, здоровье подростков, психическое здоровье, хронические заболевания.

## Финансирование ВОЗ
Источники и объёмы финансирования ВОЗ публичны.
Общий годовой бюджет ВОЗ в 2019 году составил около $2,5 млрд. При этом взносы стран-членов ВОЗ относительно невелики. Большую часть бюджета ВОЗ составляют добровольные пожертвования, как от государств-участников, так и от частных фондов, и такие пожертвования представляют собой целевое финансирование конкретных проектов, организация не может свободно распоряжаться такими деньгами.
Главным спонсором ВОЗ были США — 15 % взнос. Второй по сумме перечисленных в ВОЗ денег — Фонд Билла и Мелинды Гейтс — 10 %. В 2019 году этот фонд обязался перечислить $530 миллионов, которые пойдут преимущественно на африканские проекты ВОЗ. Третий по величине финансирования спонсор — основанный Биллом Гейтсом GAVI (Глобальный альянс по вакцинам и иммунизации), объединяющий различные частные организации и правительства. Взносы GAVI ВОЗ — $370 миллионов (8 %). В десятке главных жертвователей также присутствуют Великобритания (8 %), Германия (6 %) и Всемирный банк (3 %).
Согласно официальному сайту ВОЗ, в 2020—2021 годах общая сумма бюджета ВОЗ составляет около 5,8 миллиарда долларов США. Из них 28 % — регулярные взносы государств-членов ВОЗ, а 72 % — добровольные взносы государств-членов ВОЗ, взносы ООН, межправительственных и неправительственных организаций, фондов, местных органов управления, частного сектора и доход от процентов.
Начиная с 2008 года в основу управления ВОЗ, ориентированного на результаты, положен шестилетний среднесрочный стратегический план (первый — на период 2008—2013 годов), включающий три двухлетних бюджетных периода.
В 2020 году Президент США Дональд Трамп заявил, что приостанавливает внесение взносов в бюджет Всемирной организации здравоохранения (ВОЗ), потому что она «не справилась со своей основной обязанностью и должна нести ответственность». Консерваторы США неоднократно обвиняли ВОЗ в работе в интересах Китая и заявляли, что Китай финансирует ВОЗ через посредников (переводит через различные фонды и организации большие деньги в ВОЗ).

## Всемирные дни ВОЗ, входящие в системумеждународных дней ООН
- 4 февраля — Всемирный день борьбы против рака
- 24 марта — Всемирный день борьбы против туберкулёза
- 7 апреля — Всемирный день здоровья
- 25 апреля — Всемирный день борьбы против малярии
- 31 мая — Всемирный день без табака
- 14 июня — Всемирный день донора крови
- 28 июля — Всемирный день борьбы с гепатитом
- 10 сентября — Всемирный день предотвращения самоубийств
- 28 сентября — Всемирный день борьбы против бешенства
- 10 октября — Всемирный день психического здоровья
- 14 ноября — Всемирный день борьбы с диабетом
- 15 ноября — Всемирный день памяти жертв дорожно-транспортных происшествий указан день в 2015 году; третье воскресенье ноября.

## Всемирные дни, поддерживаемые ВОЗ
Эти всемирные дни не входят в систему международных дней ООН
- 3 марта — Всемирный день защиты слуха
- 27 сентября — Всемирный день сердца указан день в 2015 году; последнее воскресенье сентября.
- 8 октября — Всемирный день зрения указан день в 2015 году; второй четверг октября.
- 24 октября — Всемирный день борьбы с полиомиелитом[21]
- 17 ноября — Всемирный день борьбы против хронической обструктивной болезни лёгких

## Послы доброй воли
Послы доброй воли — это известные люди из мира искусства, литературы, эстрады, спорта и других областей общественной жизни, которые в тесном сотрудничестве с ВОЗ вносят вклад в усилия ВОЗ в сфере здравоохранения посредством привлечения внимания. Назначаются Генеральным директором на двухлетний срок.
Не стоит путать послов доброй воли с волонтерами-добровольцами, стать которыми может практически любой человек, соответствующий неприхотливым требованиям: возраст от 25 лет, высшее образование и стаж работы, а также знание английского языка. Достаточно, чтобы он подал заявление на сайт волонтёров ООН.

## Реформа ВОЗ
Приводится согласно официальному сайту:
- январь 2010 год: Генеральный директор ВОЗ, д-р Маргарет Чен, созвала неофициальную консультацию по вопросам будущего финансирования ВОЗ. Однако, участники подняли более фундаментальные вопросы о роли и характере деятельности ВОЗ.
- январь 2011 год: 128-я сессия Исполнительного комитета предложила Секретариату разработать общую концепцию проведения реформы и представить более подробную программу Всемирной ассамблее здравоохранения в мае. Определены три структурных элемента — приоритеты, стратегическое руководства и управление — которые остаются организующей основой данного процесса до настоящего времени.
- май 2011 года: 64-я сессия Всемирной ассамблеи здравоохранения (WHA64) Генеральный директор представила сводный доклад «Будущее финансирования ВОЗ», в котором были указаны элементы общего направления программы реформы. Государства-члены приняли резолюцию, одобряющую общее направление реформы.
- 1-3 ноября 2011 года: Специальная сессия Исполнительного комитета около 100 государств-членов приняла решения по каждому из трёх основных направлений деятельности: реформы в области приоритетов, стратегического руководства и управления.
- 16-23 январь 2012 года: 130-я сессия Исполнительного комитета возобновила консультации с государствами-членами по программе реформы.
- 26 февраля 2012 года: Информационное заседание с Секретариатом по программам и установлению приоритетов ВОЗ.
- 27-28 февраля 2012 года: Совещание государств-членов по программам и установлению приоритетов, на котором достигнут.
- май 2012 года: 65-я сессия Всемирной ассамблеи здравоохранения (WHA65) одобрила итоги совещания государств-членов по программам и установлению приоритетов в феврале. Одобрила целый ряд реформ в области стратегического руководства и управления программами, и Секретариату было предложено осуществлять дальнейшие действия, включая их реализацию.

## Критика
Значительным нареканиям деятельность ВОЗ подверглась в связи с ситуацией вокруг свиного гриппа в 2009 году, который в Совете Европы охарактеризовали как «медицинскую аферу». Тогда ВОЗ настаивало на массовой иммунизации населения. Только в России на закупку вакцины от несуществующей пандемии было потрачено 4 млрд рублей, в США невостребованными оказались 138 млн доз вакцины. В ЕС прибыль фармацевтов достигла 7 млрд евро. Организацию заподозрили в сговоре с фармацевтами Roche Holding.
К периоду после пандемии критики утверждали, что ВОЗ преувеличивала опасность, распространяя «страх и путаницу», а не «немедленную информацию». Отраслевые эксперты возразили, что пандемия 2009 года привела к «беспрецедентному сотрудничеству между мировыми органами здравоохранения, учёными и производителями, что привело к наиболее всеобъемлющему ответу на пандемию, когда число вакцин было одобрено для использования через три месяца после объявления пандемии. Этот ответ был возможен только благодаря обширной подготовке, предпринятой в течение последнего десятилетия.».
Врачи без границ подвергли критике в 2015 году ВОЗ за игнорирование угрозы лихорадки Эбола.
Минздрав России и Роспотребнадзор в 2018 году раскритиковали доклад ВОЗ об эпидемии СПИДа в России, сочтя содержащиеся в нём данные необоснованными и завышенными.
В мае 2020 года президент США Дональд Трамп подверг критике ВОЗ за отказ от реформ и обвинил руководство организации в тесных связях с Пекином, в связи с чем разорвал отношения и лишил финансирования.
В марте 2023 ВОЗ представило документ «Ориентиры ВОЗ для обучения антропософской медицине». Данное событие раскритиковал биолог Александр Панчин.
Во время Войны в Газе ВОЗ обвинялась Израилем в сотрудничестве с ХАМАС и закрывании глаз на страдания израильских заложников; организация отвергла эти обвинения, проигнорировав доказательства «военного использования» больниц в Газе, предоставленные Израилем.
20 января 2025 года всего через 8 часов после вступления в должность президент Трамп подписал указ о выходе США из ВОЗ. В качестве причин такого действия в официальном обращении было указано на неспособность организации справиться с пандемией COVID-19, принятием необходимых реформ, а также зависимость от "неуместного" политического влияния других стран-участниц ВОЗ.
5 февраля 2025 года, последовав примеру Трампа, президент Аргентины Хавьер Милей также распорядился о выходе страны из ВОЗ. Решение было принято из-за разногласий с организацией по поводу деятельности в период пандемии COVID-19.

## В искусстве
Фильмы
- Перевал Кассандры (1976). В начале фильма события происходят в штаб-квартире ВОЗ в Женеве. Ряд персонажей по сюжету фильма являются сотрудниками ВОЗ.
- Заражение (2011). ВОЗ пытается помешать распространению смертельного вируса неизвестного происхождения.
- Инферно (2016; по одноимённому роману Дэна Брауна). Организация пытается предотвратить глобальную пандемию, которую может вызвать вирус, разработанный биотеррористом.